# Рамунас Шишкаускас
Рамунас Шишкаускас е бивш литовски баскетболист, играещ като крило или гард. Висок е 198 см и тежи 100 килограма.

## Кариера
Кариерата му започва в БК Сакалай през 1996. През 1998 е взет от Лиетувос Ритас. Там той става шампион на страната през 2000 и 2002 и печели Северноевропейската баскетболна лига през 2002. През 2003 става европейски шампион с отбора на Литва.
През 2004 се присъединява към италианския Бенетон Тревизо. Става шампион на Италия през 2006, като става и МВП на първенството. През 2006 подписва с Панатинайкос, като през следващата година печели Евролигата, както и титлата и купата на Гърция. През 2007 става спортист на годината в Литва. В средата на 2007 отива да играе в ЦСКА Москва. През 2008 печели за втори път Евролигата и е избран за МВП на турнира. През 2010 е избран в отбора на десетилетието на Евролигата. След края на сезон 2011/12 слага край на кариерата си.